# ハマボウフウ
ハマボウフウ（浜防風、学名: Glehnia littoralis）とは、被子植物のセリ科ハマボウフウ属の一種。
海岸の砂地に自生する海岸性の多年草。山菜として食用にするほか、漢方薬・民間療法薬として利用される。名称の由来は中国産の防風と根の効用が似ており、浜辺に自生することからであり、海岸防風林とは関係がない。中国植物名は、珊瑚菜（さんごさい）、濱防風。

## 名称
和名「ハマボウフウ」は浜防風の意味で、浜の砂地に野生するのでこの名がある。ボウフウ（防風）は中国産のセリ科植物で、ハマボウフウとはやや異なるが、根に芳香がある点が似ている。この根が生薬「防風」の代用になるということから、生薬の浜防風の名ができたといわていれる。
別名ヤオヤボウフウ（八百屋防風）、イセボウフウ、ハマオオネ、ハマギイ、ハマキク、ハマゴボウと呼ばれることもある。別名のヤオヤボウフウは、料理のつまに使われ、八百屋の店頭に並ぶので、「八百屋防風」の名がつけられたものである。

## 分布
日本、朝鮮半島、中国、台湾、サハリン、千島など極東・東アジア地域に広く分布する。日本では北海道から南西諸島にかけて各地の海岸砂地に分布する。海岸（浜辺）の砂地を好んで生える。
かつては日本各地の海岸で知られていたが、海浜の侵食（河川護岸・川砂採取などによる砂の供給量減少が原因と見られている）などで、近年自生地が著しく減少している。福島県ではレッドデータブックに記載されている（福島県における評価は絶滅危惧II類）。群落を作るが、乱獲によって最近では減ってしまったともいわれている。野菜として、畑で栽培も行われる。

## 形態・生態
多年性草本。草丈は10 - 20センチメートル (cm) 前後になる。全体に淡褐色の長い軟毛を密生する。葉は砂地に平伏するように展開し、1 - 2回に分かれる三出複葉の三角形で、小葉は楕円形。葉の表面にはクチクラ層が発達しており、葉身は濃緑色、肉厚でつやがあり、葉縁に鋸歯がある。葉柄は厚みがあって地上部が赤味を帯び、砂に埋もれるように生える。花期以外は葉はあまり高く伸びず、丈が低い。根はゴボウに似て太くて非常に長く、地中深く伸びて長さ1メートル (m) を超すものもある。これらの特徴は海浜植物に共通のものである。野生のハマボウフウは、潮水のかかりそうな砂地の最前線で、茎や根が深く地中に埋まっていて香りが強い。
花期は初夏から夏（5月下旬 - 8月ごろ）で、南方ほど早い。花茎が立ち上がり、生長すると40センチメートル (cm) ほどの長さになるが、大きいものは50 cmを越えることもある。白色の毛が多数生える。花茎の頂部に複散形花序をつくり、白色の小花が多数集まって、直径5 cm前後の球形になる。萼片は5個で披針形、花弁は5個で白色の倒卵形で小さく、雄しべは5個付く。果実は長さ4ミリメートル (mm) の倒卵形から楕円形で、隆起した稜があり、長い軟毛が密に生える。種子の側面には6 - 7本のひだがある。
- 花序
- 若い果序
- 果実

## 利用
刺身のつまに使われることでよく知られているが、野生のものは風味がよく、強い香りとほろ苦さがある。

### 食用
花が咲く前のやわらかい茎葉を利用する。採取時期は暖地が2 - 3月ごろ、寒冷地では3 - 5月ごろが適期とされ、根が浅いものもあり、引っ張るとすぐ根ごと抜けてしまうことから、資源保護のため茎元だけを切り取る。葉柄ごと若葉を摘み取って刺身のつまや、サラダなどの生食用とする。生育しすぎるとかたくなり、色も悪くなる。茎の根元に十字に切れ目を入れて水にさらすと、「いかり防風」になる。
アクは弱く、セリ科特有の芳香とほろ苦さがあり、美しい葉の形を生かした盛り付けもされる。刺身のつまや、料理や吸い物のあしらいにするほか、新芽や葉をさっと茹でておひたし、酢味噌和えなどの和え物、酢の物、生のまま天ぷら、汁の実、吸い物の椀種、茶わん蒸しの具などにも利用される。すき焼きに入れて食べてもよい。掘り採った根を味噌漬けにしてもおいしく食べられる。
正月の屠蘇散にも使われ、おとそには、防風、白朮、桔梗、山椒、桂皮、大黄などが入っている。中華料理では、炒め物の仕上げの青みとして散らして使うこともある。
また、畑での栽培も可能であり、島根県松江市の大根島などで生産されている。刺身の脇に添えられているのは、大概が栽培品で、香りは野生のものに比べてそれほど強くない。

### 薬用
ハマボウフウの外皮を取り除いた根は薬用にされ、真夏から秋に掘り採って風通しの良いところで乾燥し調製したものは生薬「浜防風」、漢方では北沙参（きたしゃじん）と呼ばれ、去痰、解熱、鎮咳薬などとして利用される。
日本では、生薬の一種ボウフウ（防風）の代用品として利用されたが、防風は風邪や神経痛に使用するもので薬効が異なる。ハマボウフウの根や根茎などにはクマリン配糖体が含まれ、発汗、解熱、鎮痛などに用いられる。根のエタノールエキスをウサギに飲ませて実験したところによると、解熱・鎮痛作用があることがわかっている。
民間療法では咳、のど・鼻の乾燥、胃炎・風邪に1日量5 - 8グラム (g) を200 - 600 ㏄の水で半量になるまで煎じて、3回に分けて服用する用法が知られる。発汗を促して熱が下がるといわれる。乾燥したカラ咳に使用するとよいといわれ、寒さからくる咳には使用禁忌とされる。熱がないときは、乾燥した根を布袋に入れて鍋で煮出して浴湯料とし、入浴直前に袋ごと浴槽に入れると、血行をよくし、湯冷めしない。